# معركة آبا
معركة آبا وقعت في 12 أغسطس سنة 1881م بين القوات المصرية وقوات المهدي . أنتصرت فيها قوات المهدي .
جرد رؤوف باشا كتيبة من مائتي جندي إلى جزيرة آبا بقيادة أبي السعود العقاد، ليأتوا له بالمهدي سجيناً، ولكن محمد أحمد المهدي كان متيقظاً، فأعد رجاله وأنصاره -وكانوا يسمون الدراويش- للقتال، فما إن نزل الجند من الباخرة التي أقلتهم وبلغوا القرية، حتى انقض عليهم رجال المهدي، وفتكوا بهم جميعاً وكانوا 120 جندياً، وستة ضباط، أما أبو السعود فلم يكن غادر الباخرة، خوفاً على نفسه، فلما علم بما حل بالجند انسحب إلى الخرطوم، وأخبر رؤوف باشا ما فعله المهدي برجاله، وهذه أول معركة انتصر فيها المهدي.